# 无锡312国道侧翻事故
无锡312国道侧翻事故，正式名称为312国道锡港路上跨桥“10·10”较大道路交通事故，又称无锡高架桥侧翻事故，发生于北京时间2019年10月10日18时10分，位於中华人民共和国江蘇省無錫市的312国道北环路路口上跨桥路段桥面忽然侧翻垮塌，该事件依法属于较大事故。事发后有车辆被砸中困于桥下，造成死傷，附近交通出现严重拥堵。

## 事故经过
2019年10月10日18时10分左右，312国道往上海方向K135处、锡港路上跨桥出现桥面侧翻，涉事车辆为一辆超载红色卡车，载有至少5卷圆柱形钢卷，每卷重28吨以上。经现场初步勘测，桥下被压小车3辆（其中一辆系停放车辆，无人），侧翻桥面上共5辆车，其中3辆小车、2辆卡车。目前救援人员及车辆已到现场，救援和事故处置工作正有序开展，消防队出动8个中队，江苏消防总队已启动应急预案。
至当日21时35分，側翻的国道救出一名人員送往医院，警方在现场拉起了警戒线，大型機械作業車輛進入現場，人民網記者及央視記者皆趕往現場。当地警方在現場2公里範圍外設置封鎖線，阻止媒体拍摄。美国自由亚洲电台及中央社引述有线中国组称，當地的手機訊號也一度被屏蔽，有媒体嘗試用無人機拍攝現場但遭擊落。此外，特警要求一名記者刪除手機內的相片，一名警察在驅趕時，將記者限制在牆角毆打，並以將召開記者會的名義限制活動。
截至10月11日4时左右，最后一名被压车内人员救出。事故共造成3人死亡，2人受伤。

## 事故调查
事发后无锡市委宣传部通报，经初步分析，上跨桥侧翻系运输车辆超载所致，有专业人士根据现场坠落货车货物测算并分析，车辆经过时由于超载产生共振，导致桥梁坍塌。据媒体报道，有目击者称看到当时有一辆数百吨的重型运输车驶上高架桥，车上货物为钢制卷板，江苏省交通运输厅、中国交通报微博等表示，事故发生时有一严重超载货车正在桥上行驶。后据警方介绍，当时桥上有两辆大货车超载运输钢卷板，累计超载300多吨。
事发后有媒体报道称，该桥梁设计单位为江苏省交通科学研究院（苏交科），工程建设用时22个月，建设期间任无锡市代市长、市长的毛小平已于2011年12月被免职、次年4月被开除党籍。深交所上市公司苏交科则于10月11日早间发布公告，澄清事故路段与本公司承担总体设计的路段非同一处地点，中设集团也于当日早间公告发声明称与该桥的设计、施工、监理等事项无关。
据媒体10月11日报道，事故所涉超载大货车属于无锡成功运输有限公司，该企业在2017-2019年期间发生过6起交通事故责任纠纷，企业法人代表及最大股东刘建萍于10月11日被警方带走，涉事企业另一名老板李洋也于事发当晚被警方带走，该企业已经封闭。
10月11日，事故调查工作正式启动，同时成立事故调查组，并邀请5名专家，全面开展事故调查。
10月12日，中设股份首度在深交所互动页面回应网友提问，承认为无锡垮塌桥梁设计方，并表示经其复算确认，设计符合各项规范要求。
10月24日，交通运输部例行新闻发布会上公布初步調查結果，根據無錫和交通運輸部相關專家調查，事故中侧翻桥梁体完整，设计符合设计期相关规范要求，初步分析半挂牵引车严重超载导致桥梁侧翻，具体情况仍在调查中。

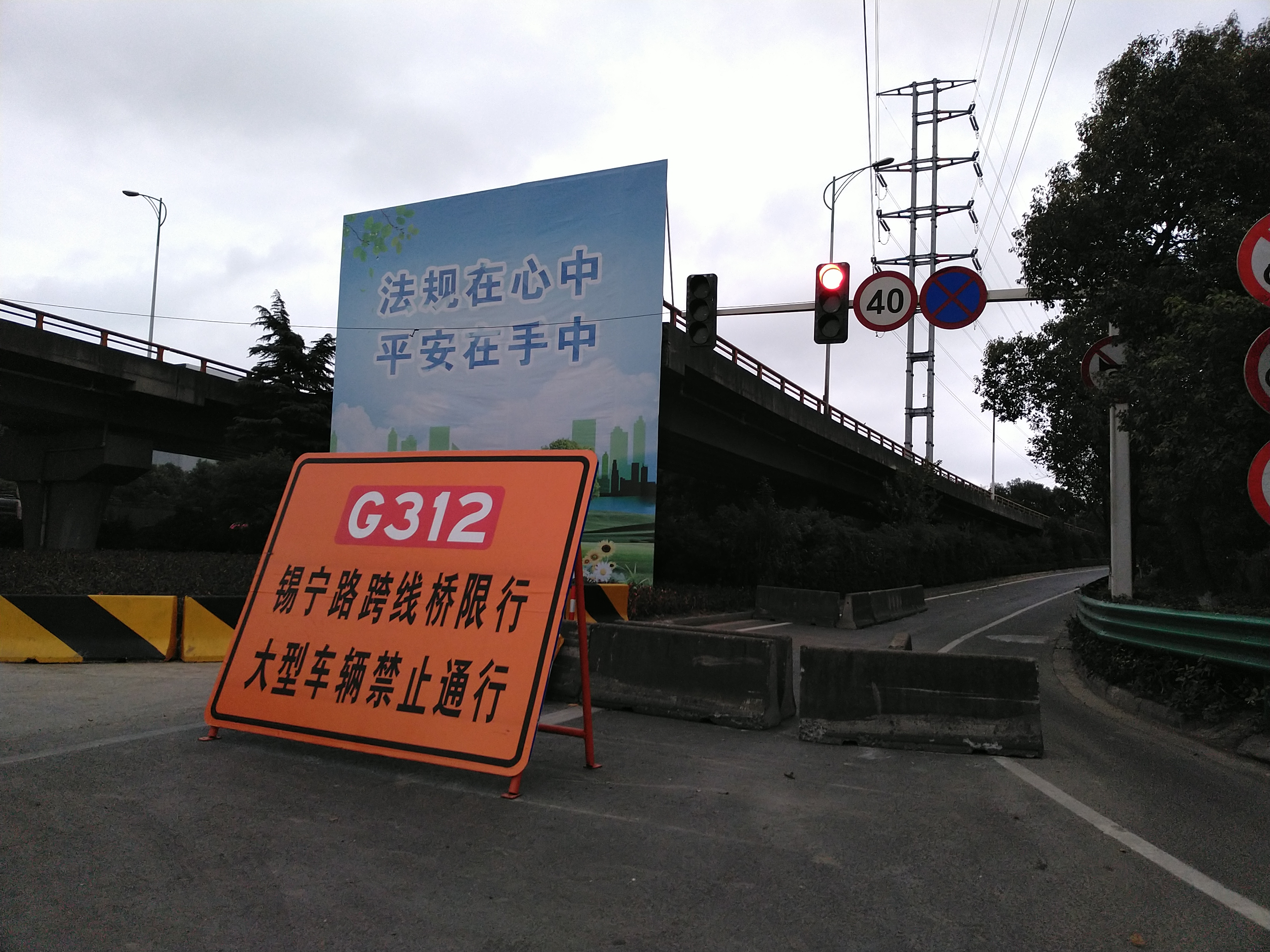
事故发生一个半月后的事发地

2020年1月28日，该事故公布其调查报告。事发当日，无锡成功运输有限公司自12时33分至16时59分，从长宏国际四号码头共运出11车次，其中装载质量最少的一车核定载质量34.3吨，实际装载54.32吨，超载58.4%；装载质量最多的一车核定载质量33.5吨，实际装载170.96吨，超载 410.3%。事发时，成功公司两名驾驶员分别驾驶运输车辆，一前一后(前车牌：苏BX8061，后车牌：苏BQ7191)依次行驶在上跨桥双车道的左侧车道，前车挂车实际载有钢卷7卷，总质量160.545吨，比核定载质量超出 128.545吨，超载401.7%。后车挂车实际载有钢卷6卷，总质量160.855吨，比核定载质量超出131.855吨，超载455%。同时，经公安部交通管理科学研究所道路交通事故鉴定中心组织专家勘验，两车三轴的所有轮胎实际规格均为“12.00R20 20PR”，与《机动车整车公告产品详细信息》和车辆基本信息登记中“12R22.5 12PR”的轮胎规格、层级不一致。改装后单个轮胎标称承载力提高约42%。两车底部加装了水箱、减压阀、管路、喷头，可将水箱中的水喷向制动鼓和轮毂上，属于“非法改装车”。
根据报告，事故的直接原因为两辆重型平板半挂车严重超载、间距较近（荷载分布相对集中），偏心荷载引起的失稳效应远超桥梁上部结构稳定效应，造成桥梁支座系统失效；梁体和墩柱之间产生相对滑动和转动，从而导致梁体侧向滑移倾覆触地。调查报告还指出，无锡成功运输有限公司安全管理严重缺失，长宏国际安全管理存在严重漏洞及交通运输部门对辖区贯彻落实治理车辆超限超载工作情况督促检查不到位，没能及时发现并堵塞相关地区在交通安全行业管理和“治超”工作中存在的漏洞，也是造成事故的原因之一。另据报告显示，12人因涉嫌重大责任事故罪，被公安机关采取刑事强制措施；17名交通部门负责人被处理，其中无锡市交通运输局党委委员、副局长宋良栋被建议给予政务警告处分

## 谣言
互联网上一度出现则“已有19人死亡”、“救援现场公安局长戴400万手表”、“四车总重400余吨”压垮高架桥等谣言，这几条消息随后被互联网联合辟谣平台发文驳斥。两名在微信群中发布“救援现场公安局长戴400万手表”等消息的男子也被无锡警方认定为造谣并被传唤。